# Marie Cremers
Maria Elizabeth Cremers (Amsterdam, 12 januari 1874 - Bussum, 9 maart 1960) was een Nederlandse schilder, lithograaf, graficus en illustrator. Ze was ook bekend als dichteres.

## Biografie
Marie Cremers werd geboren in Amsterdam en woonde op de Prinsen- en later de Keizersgracht. Zij was de dochter van Jacob Dirk Cremers en Eva van Gelder. Marie studeerde aan de Rijksakademie van beeldende kunsten en de Rijksschool voor Kunstnijverheid Amsterdam (Nationale School voor Toegepaste Kunst Amsterdam). Haar leermeesters waren August Allebé, Marie van Regteren Altena, Georgine Schwartze en Jan Veth.  Ze was lid van de Arti et Amicitiae. Cremers was actief als auteur en illustrator. Haar werk was in 1939 te zien op de tentoonstelling en veiling Onze Kunst van Heden in het Rijksmuseum Amsterdam. Bekend is onder meer haar portret van Paul van Eeden, in Frederik van Eedens dichtbundel Paul's ontwaken (1913).
Zij was familie van Nicolaas Beets en Rik Roland Holst en kwam zo in contact met dichters als Albert Verwey en Kitty van Vloten.
Gedichten van haar hand verschenen tussen 1916 en 1926 in literaire tijdschriften als ‘De Beweging’, ‘De Gids’ en ‘Droom en Daad’. In 1920 verscheen haar bundel Nieuwe Loten. Autobiografische schetsen waren haar Jeugdherinneringen (1948).
Marie Cremers overleed op 9 maart 1960 in Bussum.